# 乌州 (仪凤)
乌州，唐朝时设置的羁縻州。
唐高宗仪凤二年（677年），分庆州马岭县地置乌州（羁縻州），安置内附的党项羌拓跋部。治所在今甘肃省环县罗山川乡，属于安定州都督府（羁縻）。唐肃宗至德元载（756年），安定州都督府改为宜定州都督府。唐代宗广德二年（764年），地入吐蕃，废乌州。